# Ginny Duenkel
Virginia Ruth „Ginny” Duenkel (ur. 7 marca 1947 w Orange) – amerykańska pływaczka. Dwukrotna medalistka olimpijska z Tokio.
Specjalizowała się w stylu grzbietowym i stylu dowolnym. Igrzyska w 1964 były jej jedyną olimpiadą. Triumfowała na dystansie 400 metrów kraulem, na 100 metrów grzbietem zajęła trzecie miejsce. Miała wówczas 17 lat. Była rekordzistką świata, złotą medalistką igrzysk panamerykańskich (w sztafecie, 1963) oraz wielokrotną mistrzynią Stanów Zjednoczonych. W 1985 została przyjęta do International Swimming Hall of Fame.